# NCSM Bayfield (J08)
Pour les articles homonymes, voir J08.
Le NCSM Bayfield (pennant number J08) (ou en anglais HMCS Bayfield) est un dragueur de mines de la Classe Bangor lancé pour la Royal Navy (RN), mais transféré à la Royal Canadian Navy (RCN) avant sa mise en service et qui a servi pendant la Seconde Guerre mondiale.

## Conception
Le Bayfield est commandé dans le cadre du programme de la classe Bangor de 1939-40 le 28 novembre 1940 pour le chantier naval de North Vancouver Ship Repairs Limited de North Vancouver en Colombie-Britannique au Canada. La pose de la quille est effectuée le 30 décembre 1940, le Bayfield est lancé le 26 mai 1941 et mis en service le 26 février 1942.
La classe Bangor doit initialement être un modèle réduit de dragueur de mines de la classe Halcyon au service de la Royal Navy,. La propulsion de ces navires est assurée par 3 types de motorisation: moteur diesel, moteur à vapeur à pistons double ou triple expansions et turbine à vapeur. Cependant, en raison de la difficulté à se procurer des moteurs diesel, la version diesel a été réalisée en petit nombre.
Les dragueurs de mines de classe Bangor version canadienne déplacent 683 tonnes en charge normale . Afin de pouvoir loger les chaufferies, ce navire possède des dimensions plus grandes que les premières versions à moteur diesel avec une longueur totale de 54,9 mètres, une largeur de 8,7 mètres et un tirant d'eau de 2,51 mètres. Ce navire est propulsé par 2 moteurs alternatifs verticaux à triple détente alimentés par 2 chaudières à tubes d'eau à 3 tambours Admiralty et entraînant deux arbres d'hélices. Le moteur développe une puissance de 2 400 chevaux-vapeur (1 790 kW) et atteint une vitesse maximale de 16 nœuds (30 km/h). Le dragueur de mines peut transporter un maximum de 152 tonnes de fioul.
Leur manque de taille donne aux navires de cette classe de faibles capacités de manœuvre en mer, qui seraient même pires que celles des corvettes de la classe Flower. Les versions à moteur diesel sont considérées comme ayant de moins bonnes caractéristiques de maniabilité que les variantes à moteur alternatif à faible vitesse. Leur faible tirant d'eau les rend instables et leurs coques courtes ont tendance à enfourner la proue lorsqu'ils sont utilisés en mer de face.
Les navires de la classe Bangor sont également considérés comme exiguës pour les membres d'équipage, entassant 6 officiers et 77 matelots dans un navire initialement prévu pour un total de 40.

## Histoire

### Seconde Guerre mondiale
Construit initialement pour le compte de la Royal Navy sous le nom de HMS Bayfield (J08), il est transféré à la Marine royale du Canada une fois terminé et mit en service le 26 février 1942.
Après avoir fait des exercices, le Bayfield se joint à la Esquimalt Force (Force d'Esquimalt) en mai 1942, la force locale de patrouille et d'escorte des convois opérant à partir d'Esquimalt, en Colombie-Britannique. Le Bayfield est l'un des navires de guerre ajoutés à la West Coast Patrol Force (Force de patrouille de la côte Ouest) après l'attaque japonaise sur Pearl Harbor. La principale tâche des dragueurs de mines de la classe Bangor après leur mise en service sur la côte Ouest est d'effectuer la patrouille occidentale. Celle-ci consistait à patrouiller la côte Ouest de l'île de Vancouver, à inspecter les bras de mer et les détroits et à passer les  îles Scott pour se rendre dans le canal Gordon à l'entrée du détroit de la Reine-Charlotte et de revenir. Le Bayfield est transféré à la Prince Rupert Force, la force locale de patrouille et d'escorte des convois opérant à partir de Prince Rupert, en Colombie-Britannique, en novembre.
En mars 1943, le Bayfield est réaffecté sur la côte Est du Canada, et arrive à Halifax, en Nouvelle-Écosse, le 30 avril 1943. Le dragueur de mines est ensuite envoyé à Baltimore, dans le Maryland aux États-Unis, pour y subir un carénage. Après le carénage, le Bayfield revient au Canada pour rejoindre la Halifax Force, la force locale de patrouille et d'escorte opérant à partir de Halifax.
En février 1944, le Bayfield s'embarque pour les eaux européennes dans le cadre de la contribution du Canada à l'invasion de la Normandie avec les navires-jumeaux (sister ships) Georgian (J144), le Mulgrave (J1313) et le Thunder (J156). Après son arrivée à Plymouth le 7 mars en passant par les Açores, le Bayfield est affecté à la 31e flottille de dragage de mines entièrement canadienne,. La 31e flottille de dragage de mines est affectée au dragage d'assaut lors du débarquement du 6 juin et nettoie le chenal 3 dans le secteur américain. Pendant le dragage, le Bayfield sert comme un danlayer, marquant le chenal balayé. Les dragueurs de mines terminent leur travail sans être attaqués par les Allemands à terre.
Après les opérations du jour J, le Bayfield reste dans les eaux européennes assignées au Plymouth Command (commandement de Plymouth) jusqu'à son retrait le 24 septembre 1945, avant d'être transféré au Royaume-Uni.

### Après-guerre
Le Bayfield est mis dans la Reserve Fleet à Sheerness jusqu'en 1948. Le dragueur de mines est vendu le 1er janvier 1948 et démantelé par  J.J. King à Gateshead,.

### Honneurs de bataille
- Atlantic 1943-44
- Normandy 1944

### Participation auxconvois
Le Bayfield a navigué avec les convois suivants au cours de sa carrière:
1. Convoi HX 257
2. Convoi HX 261
3. Convoi ON 203
4. Convoi ON 247
5. Convoi SF 1
6. Convoi UT 8

### Commandement
- Lieutenant (Lt.) Douglas Wharrie Main (RCNR) du 26 juin 1942 au 3 novembre 1942
- Lieutenant (Lt.) A.H. Gosse (RCNR) du 4 novembre 1942 au 31 décembre 1942
- Lieutenant (Lt.) Douglas Wharrie Main (RCNR) du 1er janvier 1943 au 19 janvier 1944
- Lieutenant (Lt.) Stanley Pierce (RCNR) du 20 janvier 1944 à 15 octobre 1944
- Lieutenant (Lt.) J.C.K. McNaught (RCNVR) du 16 octobre 1944 au 22 décembre 1944
- Lieutenant (Lt.) F.A. Cunningham (RCNVR) du 23 décembre 1944 au 1er septembre 1945
- Lieutenant (Lt.) J.G. Kingsmille (RCNVR) du 2 septembre 1945 au 24 septembre 1945

Notes:
RCNR: Royal Canadian Naval Reserve
RCNVR: Royal Canadian Naval Volunteer Reserve 